# Ronde van het Groene Hart
Il Ronde van het Groene Hart (it.: Giro del Groene Hart) era una corsa in linea di ciclismo su strada maschile che si svolse annualmente nella Groene Hart, regione dei Paesi Bassi, tra il 2007 e il 2010 a marzo facendo anche parte dell'UCI Europe Tour in classe 1.1.

## Albo d'oro
Aggiornato all'edizione 2010.
| Anno | Vincitore       | Secondo         | Terzo             |
| ---- | --------------- | --------------- | ----------------- |
| 2007 | Wouter Weylandt | Graeme Brown    | Greg Van Avermaet |
| 2008 | Tomas Vaitkus   | Wouter Weylandt | Bobbie Traksel    |
| 2009 | Geert Omloop    | Graeme Brown    | Aart Vierhouten   |
| 2010 | Jens Mouris     | Nico Eeckhout   | Sep Vanmarcke     |